# 8420 Анґроґна
8420 Анґроґна (1996 WQ, 1975 XL7, 1991 PX11, 8420 Angrogna) — астероїд головного поясу, відкритий 17 листопада 1996 року.
Тіссеранів параметр щодо Юпітера — 3,371.